# Петролен танкер
Петролният танкер е товарен кораб, предназначен за транспортиране на нефт като насипен товар. Има два основни вида петролни танкери: танкери за суров нефт и танкери за нефтени дестилати. Танкерът за суров петрол транспортира големи количества петрол от мястото на неговото производство до рафинериите. Танкерите на нефтените дестилати обикновено са много по-малки кораби и са предназначени за транспортиране на нефтохимични продукти от рафинериите до потребителите.